# هراس و هوس
هراس و هوس (به انگلیسی: Fear and Desire) فیلمی به کارگردانی استنلی کوبریک است. این فیلم محصول سال ۱۹۵۳ و نخستین فیلم بلند استنلی کوبریک است.

## داستان
هراس و هوس، در مورد یک گروه سرباز است که در پشت خطوط دشمن در جنگی خیالی گیر می‌افتند و ...

## واکنش‌ها
این فیلم از سوی منتقدان مورد توجه قرار گرفت و نقدهای خوب و دقیقی را در پی داشت، اما فروش خوبی نداشت. بعدها کوبریک خودش به این فیلم روی خوش نشان نداد و آن را به عنوان یک کار آماتور رد کرد. او همچنین از به نمایش در آوردن این فیلم در سینماها سرباز می‌زد.